# Mémoires de Hector Berlioz
Les Mémoires d'Hector Berlioz constituent l'autobiographie de ce compositeur français de musique. Le livre, imprimé de manière confidentielle sous la direction de l'auteur, a été publié en 1870 à titre posthume, comme les Mémoires d'outre-tombe de Chateaubriand.
Témoignage très personnel de la carrière musicale de Berlioz, de ses admirations, de ses amours et de ses prises de position esthétiques, ces Mémoires sont l'exemple éclatant d'« une vie romantique », selon l'expression d'Adolphe Boschot. Tous les biographes du compositeur ont rendu hommage à ses qualités littéraires, et l'ouvrage est régulièrement réédité.

## Contexte

### Textes préalables
La composition des Mémoires s'étend sur plus d'une vingtaine d'années. Berlioz intègre des récits publiés sous forme de feuilleton dans le Journal des débats en 1843, puis en recueil en août 1844, sous le titre Voyage musical en Allemagne et en Italie. Certains de ces récits remontent à 1831, l'année de son séjour à la Villa Médicis en tant que Prix de Rome.

## Présentation
Au début et à la fin de ses Mémoires, Berlioz cite, la première fois en français, la seconde en anglais, un passage célèbre de Macbeth (acte V, scène 5) :
| Life’s but a walking shadow ; a poor player, That struts and frets his hour upon the stage, And then is heard no more ; it is a tale Told by an idiot, full of sound and fury, Signifying nothing. | La vie n’est qu’une ombre qui passe ; un pauvre comédien Qui, pendant son heure, se pavane et s’agite sur le théâtre, Et qu’après on n’entend plus ; c’est un conte Récité par un idiot, plein de fracas et de furie, Et qui n’a aucun sens. |

### Enfance
Chapitre I — La Côte-Saint-André. — Ma première communion. — Première impression musicale.
Chapitre II — Mon père. — Mon éducation littéraire. — Ma passion pour les voyages. — Virgile. —  Première secousse poétique.
Chapitre III — Meylan. — Mon oncle. — Les brodequins roses. — L’hamadryade du Saint-Eynard. — L’amour dans un cœur de douze ans.
Chapitre IV — Premières leçons de musique, données par mon père. — Mes essais en composition. — Études ostéologiques. — Mon aversion pour la médecine. — Départ pour Paris.

### Études à Paris
Chapitre V — Une année d’études médicales. — Le professeur Amussat. — Une représentation à l’Opéra. — La bibliothèque du Conservatoire. — Entraînement irrésistible vers la musique. — Mon père se refuse à me laisser suivre cette carrière. — Discussions de famille.
Chapitre VI — Mon admission parmi les élèves de Lesueur. — Sa bonté. — La chapelle royale.
Chapitre VII — Un premier opéra. — M. Andrieux. — Une première messe. — M. de Chateaubriand.
Chapitre VIII — A. de Pons. — Il me prête 1,200 francs. — On exécute ma messe une première fois dans l’église de Saint-Roch. — Une seconde fois dans l’église de Saint-Eustache. — Je la brûle.
Chapitre IX — Ma première entrevue avec Cherubini. — Il me chasse de la bibliothèque du Conservatoire. 
Chapitre X — Mon père me retire ma pension. — Je retourne à la Côte. — Les idées de province sur l’art et sur les artistes. — Désespoir. — Effroi de mon père. — Il consent à me laisser revenir à Paris. — Fanatisme de ma mère. — Sa malédiction.
Chapitre XI — Retour à Paris. — Je donne des leçons. — J’entre dans la classe de Reicha au Conservatoire. — Mes dîners sur le pont Neuf. — Mon père me retire de nouveau ma pension. — Opposition inexorable. — Humbert Ferrand. — R. Kreutzer.
Chapitre XII — Je concours pour une place de choriste. — Je l’obtiens. — A. Charbonnel. — Notre ménage de garçons.
Chapitre XIII — Premières compositions pour l’orchestre. — Mes études à l’Opéra. — Mes deux maîtres, Lesueur et Reicha.
Chapitre XIV — Concours à l’Institut. — On déclare ma cantate inexécutable. — Mon adoration pour Gluck et Spontini. — Arrivée de Rossini. — Les dilettanti. — Ma fureur. — M. Ingres.
Chapitre XV — Mes soirées à l’Opéra. — Mon prosélytisme. — Scandales. — Scènes d’enthousiasme. — Sensibilité d’un mathématicien.
Chapitre XVI — Apparition de Weber à l’Odéon. — Castil-Blaze. — Mozart, Lachnith. — Les arrangeurs. — Despair and die !
Chapitre XVII — Préjugé contre les opéras écrits sur un texte italien. — Son influence sur l’impression que je reçois de certaines œuvres de Mozart.
Chapitre XVIII — Apparition de Shakespeare. — Miss Smithson. — Mortel amour. — Léthargie morale. — Mon premier concert. — Opposition comique de Cherubini. — Sa défaite. — Premier serpent à sonnettes.
Chapitre XIX — Concert inutile. — Le chef d’orchestre qui ne sait pas conduire. — Les choristes qui ne chantent pas.
Chapitre XX — Apparition de Beethoven au Conservatoire. — Réserve haineuse des maîtres français. — Impression produite par la symphonie en ut mineur sur Lesueur. — Persistance de celui-ci dans son opposition systématique.
Chapitre XXI — Fatalité. — Je deviens critique.

### Le Prix de Rome
Chapitre XXII — Le concours de composition musicale. — Le règlement de l’Académie des Beaux-Arts. — J’obtiens le second prix.
Chapitre XXIII — L’huissier de l’Institut. — Ses révélations.
Chapitre XXIV — Toujours miss Smithson. — Une représentation à bénéfice. — Hasards cruels.
Chapitre XXV — Troisième concours à l’Institut. — On ne donne pas de premier prix. — Conversation curieuse avec Boïeldieu. — La musique qui berce.
Chapitre XXVI — Première lecture du Faust de Gœthe. — J’écris ma Symphonie fantastique. — Inutile tentative d’exécution.
Chapitre XXVII — J’écris une fantaisie sur la Tempête de Shakespeare. — Son exécution à l’Opéra.
Chapitre XXVIII — Distraction violente. — F. H***. — Mlle M***.
Chapitre XXIX — Quatrième concours à l’Institut. — J’obtiens le prix. — La révolution de Juillet. — La prise de Babylone. — La Marseillaise. — Rouget de Lisle.
Chapitre XXXe — Distribution des prix à l’Institut. — Les académiciens. — Ma cantate de Sardanapale. — Son exécution. — L’incendie qui ne s’allume pas. — Ma fureur. — Effroi de Mme Malibran.
Chapitre XXXI — Je donne mon second concert. — La Symphonie fantastique. — Liszt vient me voir. — Commencement de notre liaison. — Les critiques parisiens. — Mot de Cherubini. — Je pars pour l’Italie.

### Séjour à Rome
Chapitre XXXII — De Marseille à Livourne. — Tempête. — De Livourne à Rome. — L’Académie de France à Rome.
Chapitre XXXIII — Les pensionnaires de l’Académie. — Félix Mendelssohn.
Chapitre XXXIV — Drame. — Je quitte Rome. — De Florence à Nice. — Je reviens à Rome. — Il n’y a personne de mort.
Chapitre XXXV — Les théâtres de Gênes et de Florence. — I Montecchi ed i Capuletti de Bellini. — Roméo joué par une femme. — La Vestale de Paccini. — Licinius joué par une femme. — L’organiste de Florence. — La fête del Corpus Domini. — Je rentre à l’Académie.
Chapitre XXXVI — La vie de l’Académie. — Mes courses dans les Abruzzes. — Saint-Pierre. — Le spleen. — Excursions dans la campagne de Rome. — Le carnaval. — La place Navone.
Chapitre XXXVII — Chasses dans les montagnes. — Encore la plaine de Rome. — Souvenirs virgiliens. — L’Italie sauvage. — Regrets. — Les bals d’osteria. — Ma guitare.
Chapitre XXXVIII — Subiaco. — Le couvent de saint Benoît. — Une sérénade. — Civitella. — Mon fusil. — Mon ami Crispino.
Chapitre XXXIX — La vie du musicien à Rome. — La musique dans l’église de Saint-Pierre. — La chapelle Sixtine. — Préjugé sur Palestrina. — La musique religieuse moderne dans l’église de Saint-Louis. — Les théâtres lyriques. — Mozart et Vaccaï. — Les pifferari. — Mes compositions à Rome.
Chapitre XL — Variétés de spleen. — L’isolement.
Chapitre XLI — Voyage à Naples. — Le soldat enthousiaste. — Excursion à Nisita. — Les lazzaroni. — Ils m’invitent à dîner. — Un coup de fouet. — Le théâtre San-Carlo. — Retour pédestre à Rome, à travers les Abruzzes. — Tivoli. — Encore Virgile.
Chapitre XLII — L’influenza à Rome. — Système nouveau de philosophie. — Chasses. — Les chagrins de domestiques. — Je repars pour la France.
Chapitre XLIII — Florence. — Scène funèbre. — La bella sposina. — Le Florentin gai. — Lodi. — Milan. — Le théâtre de la Cannobiana. — Le public. — Préjugés sur l’organisation musicale des Italiens. — Leur amour invincible pour les platitudes brillantes et les vocalisations. — Rentrée en France.

### Carrière à Paris
Chapitre XLIV — La censure papale. — Préparatifs de concert. — Je reviens à Paris. — Le nouveau théâtre anglais. — Fétis. — Ses corrections des symphonies de Beethoven. — On me présente à miss Smithson. — Elle est ruinée. — Elle se casse la jambe. — Je l’épouse.
Chapitre XLV — Représentation à bénéfice et concert au Théâtre-Italien. — Le quatrième acte d’Hamlet. — Antony. — Défection de l’orchestre. — Je prends ma revanche. — Visite de Paganini. — Son alto. — Composition d’Harold en Italie. — Fautes du chef d’orchestre Girard. — Je prends le parti de toujours conduire l’exécution de mes ouvrages. — Une lettre anonyme.
Chapitre XLVI — M. de Gasparin me commande une messe de Requiem. — Les directeurs des beaux-arts. — Leurs opinions sur la musique. — Manque de foi. — La prise de Constantine. — Intrigues de Cherubini. — Boa constrictor. — On exécute mon Requiem. — La tabatière d’Habeneck. — On ne me paye pas. — On veut me vendre la croix. — Toutes sortes d’infamies. — Ma fureur. — Mes menaces. — On me paye.
Chapitre XLVII — Exécution du Lacrymosa de mon Requiem à Lille. — Petite couleuvre pour Cherubini. — Joli tour qu’il me joue. — Venimeux aspic que je lui fais avaler. — Je suis attaché à la rédaction du Journal des Débats. — Tourments que me cause l’exercice de mes fonctions de critique.
Chapitre XLVIII — L’Esmeralda de Mlle Bertin. — Répétitions de mon opéra de Benvenuto Cellini. — Sa chute éclatante. — L’ouverture du Carnaval romain. — Habeneck. — Duprez. — Ernest Legouvé.
Chapitre XLIX — Concert du 16 décembre 1838. — Paganini, sa lettre, son présent. — Élan religieux de ma femme. — Fureurs, joies et calomnies. — Ma visite à Paganini. — Son départ. — J’écris Roméo et Juliette. — Critiques auxquelles cette œuvre donne lieu.
Chapitre L (50) — M. de Rémusat me commande la Symphonie funèbre et triomphale. — Son exécution. — Sa popularité à Paris. — Mot d’Habeneck. — Adjectif inventé pour cet ouvrage par Spontini. — Son erreur à propos du Requiem. 
Chapitre LI — Voyage et concerts à Bruxelles. — Quelques mots sur les orages de mon intérieur. — Les Belges. — Zani de Ferranti. — Fétis. — Erreur grave de ce dernier. — Festival organisé et dirigé par moi à l’Opéra de Paris. — Cabale des amis d’Habeneck déjouée. — Esclandre dans la loge de M. de Girardin. — Moyen de faire fortune. — Je pars pour l’Allemagne.

### Paris: une carrière incertaine
Chapitre LII — Je mets en scène le Freyschütz à l’Opéra. — Mes récitatifs. — Les chanteurs. — Dessauer. — M. Léon Pillet. — Ravages faits par ses successeurs dans la partition de Weber.
Chapitre LIII — Je suis forcé d’écrire des feuilletons. — Mon désespoir. — Velléités de suicide. — Festival de l’Industrie. — 1022 exécutants. — 32,000 francs de recette. — 800 francs de bénéfice. — M. Delessert préfet de police. — Établissement de la censure des programmes de concert. — Les percepteurs du droit des hospices. — Le docteur Amussat. — Je vais à Nice. — Concerts dans le cirque des Champs-Élysées.

### La Damnation de Faust
Chapitre LIV — Concert à Breslau. — Ma légende de la Damnation de Faust. — Le livret. — Les critiques patriotes allemands. — Exécution de la Damnation de Faust à Paris. — Je me décide à partir pour la Russie. — Bonté de mes amis.

### Voyage en Russie
Chapitre LV (55) — Le courrier prussien. — M. Nernst. — Les traîneaux. — La neige. — Stupidité des corbeaux. — Les comtes Wielhorski. — Le général Lwoff. — Mon premier concert. — L’impératrice. — Je fais fortune. — Voyage à Moscou. — Obstacle grotesque. — Le grand maréchal. — Les jeunes mélomanes. — Les canons du Kremlin.
Chapitre LVI — Retour à Saint-Pétersbourg. — Deux exécutions de Roméo et Juliette au grand théâtre. — Roméo dans son cabriolet. — Ernst. — Nature de son talent. — L’action rétroactive de la musique.
Suite du Voyage en Russie — Mon retour. — Riga. — Berlin. — L’exécution de Faust. — Un dîner à Sans-Souci. — Le roi de Prusse.

### Deuils, douleurs et doutes
Chapitre LVII — Paris. — Je fais nommer à la direction de l’Opéra MM. Roqueplan et Duponchel. — Leur reconnaissance. — La Nonne sanglante. — Je pars pour Londres. — Jullien, directeur de Drury-Lane. — Scribe. — Il faut que le prêtre vive de l’autel.
Chapitre LVIII — Mort de mon père. — Nouveau voyage à la Côte-Saint-André. — Excursion à Meylan. — Accès furieux d’isolement. — Encore la Stella del monte. — Je lui écris.
Chapitre LIX — Mort de ma sœur. — Mort de ma femme. — Ses obsèques. — L’Odéon. — Ma position dans le monde musical. — La presque impossibilité pour moi de braver au théâtre les haines que j’ai suscitées. — La cabale de Covent-Garden. — La coterie du Conservatoire de Paris. — La symphonie rêvée et oubliée. — Le charmant accueil qu’on me fait en Allemagne. — Le roi de Hanovre. — Le duc de Weimar. — L’intendant du roi de Saxe. — Mes adieux.

### Post-Scriptum
« Lettre adressée avec le manuscrit de mes mémoires à M*** qui me demandait des notes pour écrire ma biographie »

### Postface
« J’ai fini. — L’Institut. — Concerts du palais de l’Industrie. — Jullien. — Le diapason de l’éternité. — Les Troyens. — Représentations de cet ouvrage à Paris. — Béatrice et Bénédict. — Représentations de cet ouvrage à Bade et à Weimar. — Excursion à Lœwenberg. — Les concerts du Conservatoire. — Festival de Strasbourg. — Mort de ma seconde femme. — Dernières histoires de cimetières. — Au diable tout ! »

### Voyage en Dauphiné
« Deuxième pèlerinage à Meylan. — Vingt-quatre heures à Lyon. — Je revois Mme F******. — Convulsions de cœur ».

### Éditions modernes
- Hector Berlioz, Mémoires, édition présentée et annotée par Pierre Citron, Paris, Flammarion, coll. « Harmoniques », 1991  (ISBN 2-08-066518-9).

### Biographies
- Adolphe Boschot, Histoire d'un romantique : Hector Berlioz, Paris, Plon-Nourrit, 1906-1913, 
ouvrage de référence, qui a fait l'objet de plusieurs réimpressions revues et augmentées.
- Adolphe Boschot, Une vie romantique : Hector Berlioz, Paris, Plon-Nourrit, 1919, 
ouvrage qui reprend en un seul volume L'Histoire d'un romantique, allégée, selon l'auteur, de « tout ce qui est spécial » et « réduite aux événements les plus caractéristiques ».
- Guy de Pourtalès, Berlioz et l'Europe romantique, Paris, Gallimard, coll. « NRF », 1939.
- (en) Jacques Barzun, Berlioz and the Romantic Century, Boston, Little, Brown & Cie, 1950.
- (en) Hugh Macdonald, Berlioz, Londres, Dent, coll. « The master musicians », 1982, 261 p. (ISBN 0-460-03156-2).
- David Cairns (trad. de l'anglais), Hector Berlioz : la formation d'un artiste (1803-1832), Paris, Fayard, 2002, 942 p. (ISBN 2-213-61249-8), traduit de l'anglais par Dennis Collins.
- David Cairns, Hector Berlioz : servitude et grandeur (1832-1869), Paris, Fayard, 2002 (ISBN 2-213-61250-1), traduit de l'anglais par Dennis Collins.
- Pierre-Jean Rémy, Berlioz : le roman du romantisme, Paris, Albin Michel, 2002, 824 p. (ISBN 2-253-11349-2).

### Monographies
- Romain Rolland, Sur Berlioz, Bruxelles, Éditions Complexe, 2003, 92 p. (ISBN 2-87027-977-9, lire en ligne).
- Fred Goldbeck, Défense et illustration de Berlioz, Paris, La Revue musicale, n° 267, janvier 1977.
- Claude Ballif, Berlioz, Paris, Seuil, coll. « Solfèges », 1979, 187 p. (ISBN 2-02-000249-3).
- Dom Angelico Surchamp, Hector Berlioz, Paris, Catalogue Zodiaque n°159, 1989 (ISSN 0044-4952).
- Henry Barraud, Hector Berlioz, Paris, Fayard, coll. « Les indispensables de la musique », 1989, 506 p. (ISBN 978-2-213-02415-8).
- Dominique Catteau, Hector Berlioz ou La philosophie artiste : Tome I, Paris, Publibook, 2001, 548 p. (ISBN 2-7483-2011-5, lire en ligne).
- Dominique Catteau, Hector Berlioz ou La philosophie artiste : Tome II, Paris, Publibook, 2001 (ISBN 2-7483-2398-X).

### Article
Jules Barbey d'Aurevilly, « Sensations d'Art (I) : Hector Berlioz », L'Artiste,‎ janvier 1886, p. 13-20 (lire en ligne).